# Lactosylcéramide

Structure des lactosylcéramides.

Un lactosylcéramide est un ganglioside dont la structure peut être représentée par βGal–βGlc–Cer :
- une unité céramide constituée d'un résidu de sphingosine lié à un acide gras ;
- un résidu de glucose lié au céramide par une liaison β-osidique ;
- un résidu de galactose lié au glucose par une liaison β-osidique.

Ces composés peuvent donner des globotriaosylcéramides (ou trihexosylcéramides) en se liant à un α-D-galactopyranose.